# Günter Frank (Philosoph)

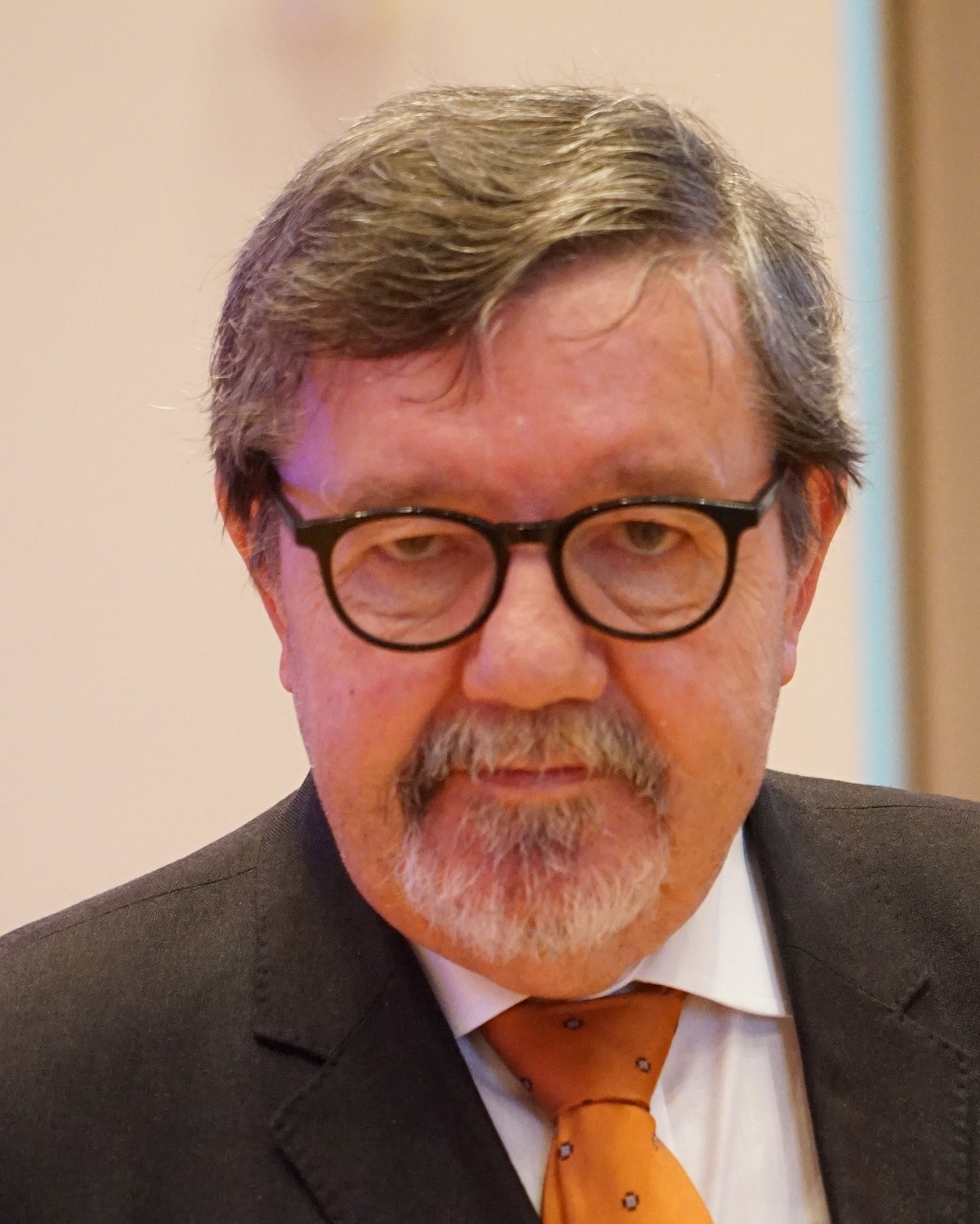
Günter Frank (2021)

Günter Frank (* 15. September 1956 in Arnstadt) ist ein deutscher Philosoph.

## Leben
Er studierte katholische Theologie, Psychologie und Philosophie in Warschau, Erfurt und Vallendar. Von 1986 bis 1991 war er Assistent am philosophischen Lehrstuhl des Philosophisch-Theologischen Studiums in Erfurt. 1989 war er beteiligt am Sturm der Erfurter Stasi-Zentrale. Nach der Promotion 1994 an der Päpstlichen Universität Gregoriana war er von 1993 bis 1995 Fellow der University of Chicago, weitere Forschungsaufenthalte führten ihn an die Herzog August Bibliothek in Wolfenbüttel und das Warburg Institute der University of London. Er hatte Forschungsstipendien des Deutschen Akademischen Austauschdienstes (DAAD) und der Deutschen Forschungsgemeinschaft. Seit 1997 ist er Lehrbeauftragter und seit 2001 Privatdozent für Philosophie an der FU Berlin, seit 1998 Kustos des Melanchthonhaus (Bretten), seit 2004 Direktor der Europäischen Melanchthon-Akademie Bretten und seit 2016 außerplanmäßiger Professor am Karlsruher Institut für Technologie. Mit seiner Frau, die Lehrerin ist, wohnt er in Karlsruhe.